# بخشیدن به دلیل نور گرمای درون

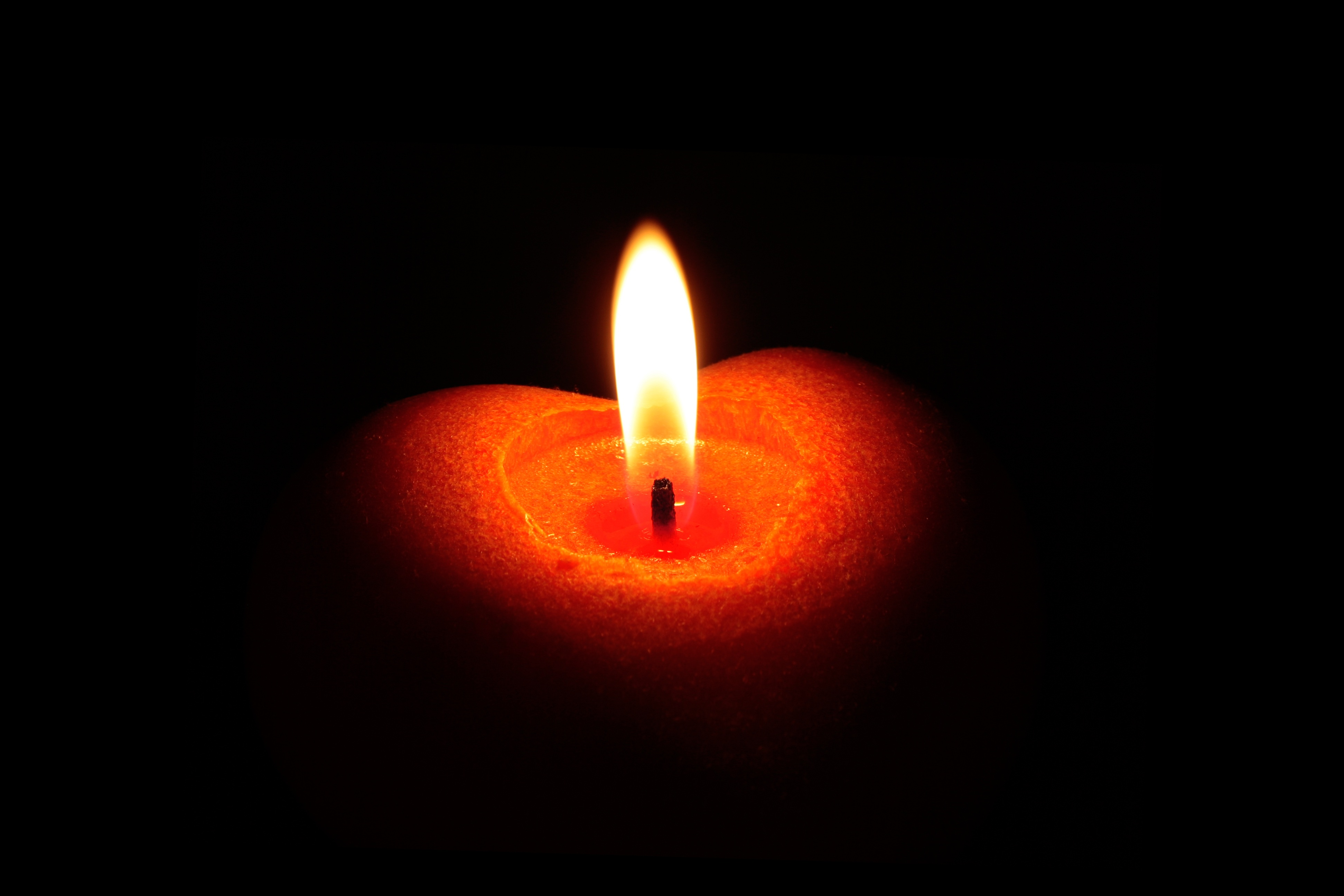
گرمای عاطفیِ کمک به دیگران

بخشیدن به دلیل نور گرمای درون (به انگلیسی: Warm-glow giving) یک پدیده اقتصادی است که توسط جیمز اندرونی (James Andreoni) در سال ۱۹۸۹ شرح داده شده، وی توضیح می‌دهد که چرا مردم به نهادهای خیریه کمک می‌کنند و در نوع دوستی شرکت می‌کنند، «بخشیدن به دلیل نور گرمای درون» مطلوبیت نیز ایجاد می‌کند. این مطلوبیت در قالب تابش گرم است- احساس مثبتی که مردم از کمک کردن به دیگران دریافت می‌کنند.
انگیزه‌های رقابتی برای کمک‌های خیریه شامل نوع دوستی خالص است- که در آن هیچ پاداش درونی و بیرونی برای کمک کردن افراد وجود ندارد، و همچنین هیچ انگیزه ای برای اهدای خودخواهانه نیز وجود ندارد. انگیزه خودخواهانه ممکن است ناشی از افزایش عزت نفسی باشد که مردم از تفکر خود به صورت خودپرستی و مسئول اجتماعی به دست می‌آورند، و / یا ناشی از شناخت دیگر افراد از بشر دوستی باشد.
تحقیقات بیشتری وجود دارد که نشان داده‌اند مراکز پاداش در مغز در واکنش به کمک‌های خیریه عمل می‌کنند، و شواهدی فیزیولوژیک برای پدیده تابش گرم است.
فیلسوف اخلاقی، پیتر سینگر(Peter Singer)، در کتابش، بیشترین کاری که می‌توانی انجام دهی (The Most Good You Can Do)، در سال ۲۰۱۵ این پدیده را توضیح داده است. سینگر اظهار می‌کند که این نوع از اهداکنندگان «مقدار کمی به موسسات خیریه کمک می‌کنند و خیلی برایشان مهم نیست که چه کمکی به دیگران می‌کنند». وی اشاره می‌کند «نگرانی‌های همدلانه» و «ناراحتی‌های شخصی» دو جز متمایز از تابش گرم هستند، و نوع دوستی عاطفی را در مقابل نوع دوستی مؤثر توضیح می‌دهد.